# Muhammad Shaybani

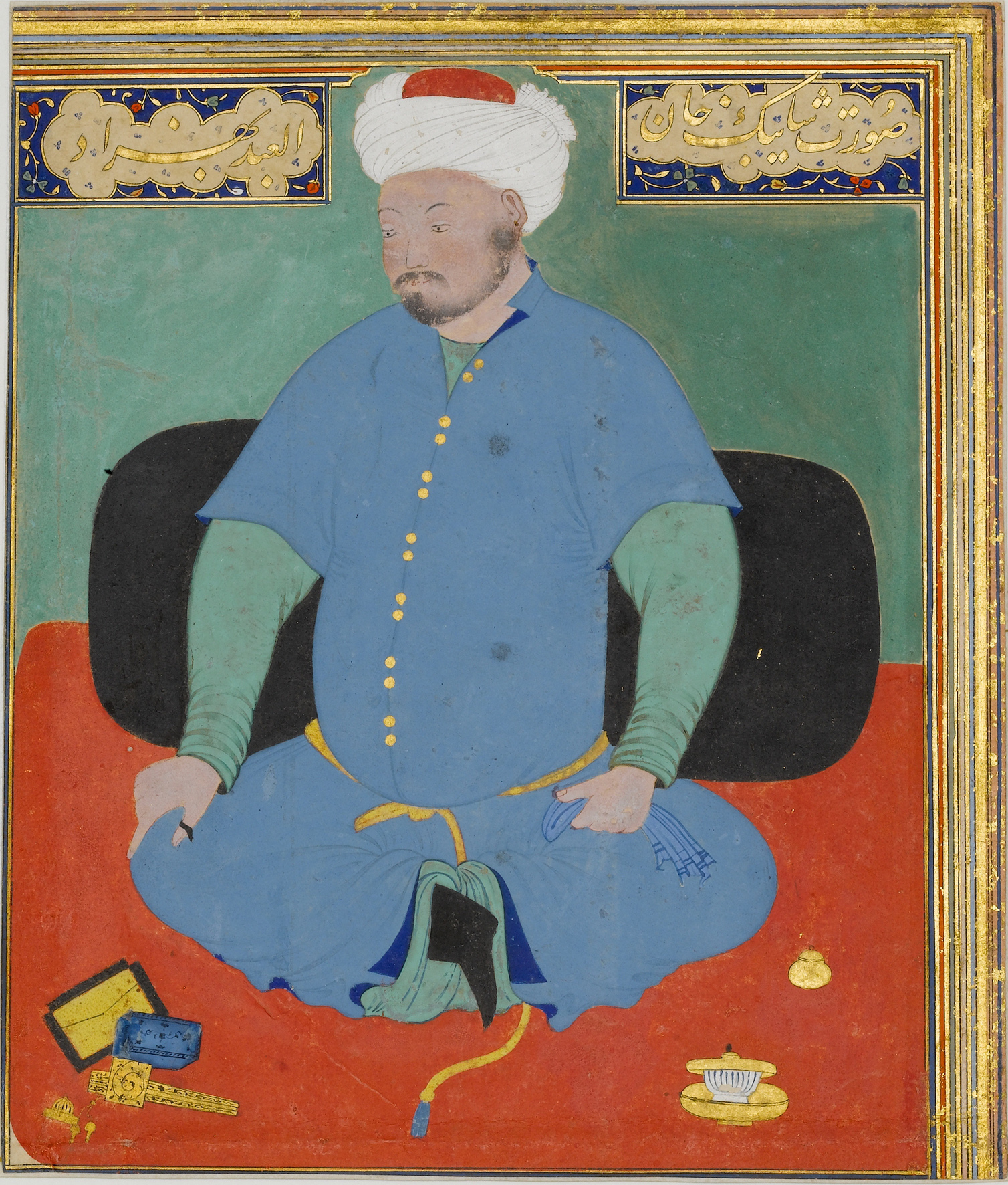
Retrato de Muhammad Saybani hacia 1507, según Kamāl ud-Dīn Behzād.

Abu'l-Fath Muhammad Shaybani Jan, conocido también como Muhammad Shaybani o Mohammed Sheibani (ca. 1451? – 1510), nieto y sucessor de Abu'l-Jayr tras un interregno de 32 años, fue un soberano (kan) de la dinastía turcomongol de los Shaybánidas de Uzbekistán y reinó de 1500 a 1510.

## Primeros años
El fundador de la dinastía y abuelo de Muhammad, Abu'l-Jayr, muere en batalla contra los kirguiz-kazajos en 1468. Ese mismo año Yunus, kan chagataida de Mogolistán, que había acudido en ayuda de los kirguiz-kazajos contra los uzbekos, sorprende y decapita a Shah Budaq, padre de Muhammad, en Kara Sengir Tughai (entre Taskent y Turkestan. Así, a los 17 años, el hijo de Shah Budaq, habiéndolo perdido todo menos la vida, comenzó una carrera como soldado de fortuna. Entró al servicio del kan Chataida del Mogolistán occidental, Mahmud Kan, que tenía su capital en Taskent.
Como premio a los servicios del joven Muhammad, Mahmud le concedió como feudo la ciudad de Turkestan, entre 1487 y 1493. Contando con el auxilio de Mahmud, Sahybani pronto prosperó lo suficiente como para intervenir en Transoxiana, donde las disputas entre los últimos Timúridas habían dejado abierto el camino a la invasión.

## La fundación de un reino
Hacia 1495–1496, Shaybani Jan combatió en Transoxiana (donde se hallaban instaladas diversos grupos procedentes de la Horda de Oro), contra Babur y la extensión del Imperio Mogol. Aprovechando las sublevaciones de las tribus de Ferganá, tomó Samarcanda en 1500–1501. En el verano de 1500 conquistó Bujará, hizo ejecutar a 'Ali, el timúrida que reinaba en la ciudad, proclamó la caída de la dinastía de los descendientes de Timür e hizo de esa ciudad su capital. 
A su nuevo reino pronto agregó Corasmia, entonces dependencia de Husayn Bayqara, soberano timúrida de Jorasán. Entre 1505 y 1506 sitió Jiva, defendida por un gobernador timúrida llamado Husayn Sufi. La ciudad fue conquistada después de un sitio de diez meses. Avanzó entonces sobre Jorasán (o el Reino de Herat), donde acababa de morir Husayn Bayqara dejando su reino en manos de su inepto hijo Badi' al-Zaman, quien sería el último soberano timúrida de Irán.
Muhammad Shaybani conquistó primero Balj, que capituló después de ser sitiada (1506-1507). Herat, la última capital timúrida, se rindió el 27 de mayo de 1507 después de tres días de sitio y los habitantes de la ciudad conquistada recibieron buen trato. 
Así erigió, durante algunos años, un imperio uzbeco que se fue debilitando desde 1510 después de que su ejército fuera derrotado en Merv por el Shah safávida Ismail I. El imperio shaybánida habría de sobrevivir en Bujara hasta 1598. Shaybani murió en 1510 después de una batalla contra los Safávidas de Irán. Su cráneo, incrustado de piedras preciosas sirvió, se cuenta, de copa con la que brindó su vencedor. Su tío Köchkunju le sucedió después de dos años de confusión e invasiones de tropas safávidas y de Babur.